# Phare de l'île de Kefken
Le phare de l'île Kefken (en turc : Kefkenada Feneri)  est un feu d'atterrissage situé sur la rive anatolienne de la mer Noire,sur l'île de Kefken dans le district de Şile, à Istanbul en Turquie.
Il est exploité et entretenu par l'Autorité de sécurité côtière (en turc : Kıyı Emniyeti Genel Müdürlüğü) du Ministère des transports et des communications.

## Histoire
Le premier phare a été construit le 30 novembre 1879. Le phare actuel semble de construction récente. Il surplombe le port de l'île de Kefken et se situe à environ 50 km à l'est de Sile.
L'île de Kafken a été déclarée zone protégée en raison de ses artefacts historiques tels que les ruines du château et les anciennes citernes. Les sauveteurs du phare et des navires n'ont aucun visiteur, à l'exception des bateaux qui s'abritent dans le brise-lames.

## Description
Le phare  est une tour octogonale en béton blanc, de 10 m de haut, avec une double galerie et une lanterne au-dessus de la salle de surveillance.
Son feu à éclats émet, à une hauteur focale de 24 m,un long éclat blanc de 1.5 seconde par période de 10 secondes. Sa portée est de 14 milles nautiques (environ 38 km). Il possède un radar Racon émettant la lettre K en code morse et une corne de brume émettant 2 sonneries par période de 20 secondes par temps de brouillard.
Identifiant :ARLHS : TUR-058 - Admiralty : N5830 - NGA : 19664.

## Caractéristique dufeu maritime
Fréquence : 10 secondes (W)
- Lumière : 1.5 secondes
- Obscurité : 8.5 secondes

### Liens connexes
- Liste des phares de Turquie
- Île de Kefken